# Les Choses de la vie
Les Choses de la vie es una película franco - italo - suiza dirigida por Claude Sautet, estrenada en 1970 .
Es una adaptación de la novela homónima Les Choses de la vie, de Paul Guimard, publicada en 1967.

## Sinopsis
Pierre (Michel Piccoli), un arquitecto cuarentón, es víctima de un grave accidente de tráfico: conduciendo demasiado rápido, golpea un camión de ganado que se ha detenido en medio de una intersección. Expulsado del vehículo, que se incendia, herido y en coma, al costado de la carretera, recuerda su pasado reciente, en particular a las dos mujeres que importan en su vida, su esposa Catherine (Lea Massari), de quien está separado y con quien tuvo un hijo —Bertrand (Gérard Lartigau), y Hélène (Romy Schneider), con quien su relación sentimental está en un punto de inflexión.
Ve su vida acelerada y luego se da cuenta de la importancia de estas muchas pequeñas cosas en la existencia «la cosas de la vida», esas alegrías y esas penas que constituyen la esencia de toda una vida. El estado de Pierre constituye la trama de la película. Sin ninguna consciencia de su muerte inminente, e ingenuamente obsesionado con su «cansancio», su monólogo interior gira constantemente en torno a la necesidad de no dejar una carta que le daría un nuevo sentido a su relación con los demás. Esta misiva finalmente no llega a su destinatario. En el hospital, la esposa de Pierre recibe sus últimas pertenencias, incluida la carta. Al enterarse de su contenido, Catherine toma la decisión de romperla, cumpliendo así, sin saberlo, el último deseo de su difunto esposo.

## Ficha técnica
- Título francés y de Quebec: Les Choses de la vie[1]
- Título italiano: L'amante
- Dirección: Claude Sautet
- Guion: Paul Guimard,
  - adaptado por Claude Sautet, Sandro Continenza y Jean-Loup Dabadie,
  - basada en la novela homónima de Paul Guimard Les Choses de la vie, [2][Note 1]
- Música:
  - Philippe Sarde
  - Antonio Vivaldi (concierto para flauta traversa y orquesta, RV 439: La Notte/La noche )
- Decorados: André Piltant
- Vestuario: Jacques Cottin
- Fotografía: Jean Boffety
- Sonido: René Longuet, Pierre Davoust, Jean Nény, Alex Pront
- Montaje: Jacqueline Thiédot
- Producción: Raymond Danon, Jean Bolvary y Roland Girard
- Productoras:
  - Francia: Lira Films y Sonocam
  - Italia: Fida Cinematografica
- Distribuidora:
  - Francia: UGC -Sirius- CFDC
  - Italia: Fida Cinematografica
  - Bélgica : Belga Films
- Presupuesto : n/a
- País de origen: Francia, Italia, Suiza
- Idioma original: francés
- Formato:  color (Eastmancolor) - 35 mm - 1,66:1 (VistaVision) - Sonido mono
- Género: drama, romance
- Duración: 89 minutos

## Rodaje
- Rodaje: desde el 19 de junio de 1969[3] hasta agosto de 1969.[4]

- Charente Maritime
  - Isla de re
  - La Rochelle (Puerto ViejoParís VIe, rue de Sèvres
- Yvelines
  - Septeuil
  - Neauphle-le-Chateau
  - Thoiry

## Reconocimientos
Entre 1969 y 1971 Les Choses de la vie fue seleccionada siete veces en varias categorías y ganó un premio.,

### Premios
- 1969 Premio Louis Delluc otorgado a Claude Sautet .

### Nominaciones
- Festival de Cine de Cannes de 1970:, 
  - Nominada a la Palma de Oro para Claude Sautet,
  - Nominada al Gran Premio para Claude Sautet,
  - Nominada al Premio del Jurado para Claude Sautet,
  - Nominada al Premio de Dirección para Claude Sautet.
- Turkish Film Critics Association (SIYAD) Awards 1971 : Mejor película extranjera (8º lugar) .

### Selección
- Festival de Cine de Cannes 1970 : selección oficial, en competición.